# داريوس جونسون
داريوس جونسون (بالإنجليزية: Darius Johnson)‏ (و. 1991  م) هو لاعب كرة قدم أمريكية، من الولايات المتحدة، ولد في ميسوري سيتي، يلعب كمستقبل واسع ‏.

## التعليم
تعلم في Hightower High School ‏.